# Jérôme Tharaud
Jérôme Tharaud (født 18. maj 1874 i Saint-Junien, død 28. januar 1953 i Varengeville-sur-Mer) var en fransk forfatter, der i 1906 fik Goncourtprisensammen med sin bror Jean for romanen Dingley, l'illustre écrivain.